# Boxe (banho)

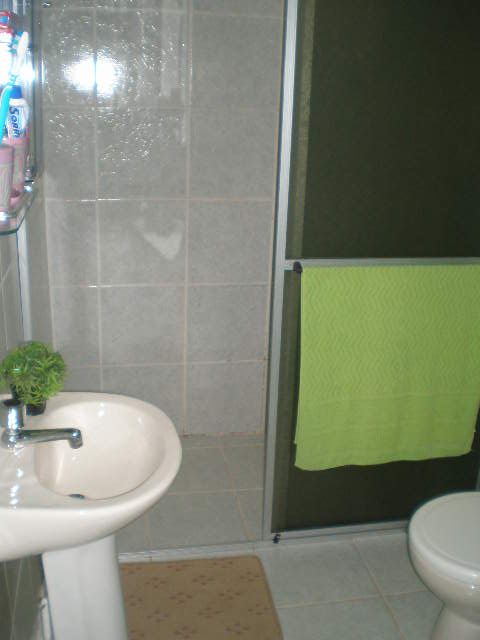
Banheiro com boxe instalado

Boxe (português brasileiro) ou Cabine de duche (português europeu) (do inglês box, que significa "caixa") é uma estrutura de alumínio complementada por placas de vidro (geralmente temperado) ou acrílicas, destinado principalmente a impedir a passagem de água para fora da área reservada ao banho. Usualmente, é instalado dentro do banheiro e no Brasil, comercialmente esta estrutura também é conhecida como box.

## Brasil
No Brasil, seus padrões básicos são orientados pela NBR 14207 da ABNT e são classificados, pelos principais fabricantes, por diferentes particularidades, sendo elas assim denominadas:

### Boxe reto
Geralmente com altura padrão em torno de 1,90 m e uma parte fixa, estabelece uma divisão em linha reta entre a área de banho e o restante do banheiro, permitindo apenas a passagem do usuário pela porta móvel regulável, que se desloca com o auxílio de roldanas num trilho para a entrada ou saída da área de banho. Sua entrada deve ser no mínimo de 50 cm[carece de fontes?].

### Boxe angular
Comumente conhecido como "boxe de canto" ou "boxe em L" (geralmente com altura padrão em torno de 1,90 m), é constituído normalmente por duas partes fixas e duas móveis as quais, situadas em paredes opostas, deslocam-se para um encontro perpendicular de 90º (graus) resultando no término do deslocamento das duas partes móveis e assegurando o isolamento entre a área de banho e o restante do banheiro. Normalmente fabricado em cristal plano ou vidro fantasia (pontilhado, antilope, quadrato, astral...) com espessura de 8mm e armação em alumínio, e já existe opções em aço inox com roldanas aparentes[carece de fontes?].

### Boxe conjugado à banheira
Possui altura variada em virtude da necessidade de adaptá-lo à altura já existente da banheira. Habitualmente, é boxe do tipo reto[carece de fontes?].

### Boxe com dobradiças
Geralmente com altura padrão em torno de 1,90 m, é caracterizado por partes fixas com uma porta giratória que permite a entrada ou saída da área de banho, como uma porta comum, condicionada ao efeito rotativo das dobradiças. É muito utilizado para a instalação em espaços mais reduzidos (muitas vezes inferiores a 1 m de largura), atuando no lugar de um box reto para a otimização de espaço[carece de fontes?].

### Boxe de correr
É o mais conhecido dentre as opções. Ideal para locais mais amplos e que não apresentam dificuldades na disposição do espaço. O boxe de correr possui uma base fixa e a porta presa a um trilho que faz a porta correr com auxílio de roldanas para a entrada e saída da área do banho. Tem a altura padrão de 1,90 metros[carece de fontes?].